# Ànafes II
Ànafes II (en grec antic Ἀνάφης Anaphēs) era sàtrapa de Capadòcia, probablement fill d'Ànafes I, que va ser el noble Ànafes coautor de la mort de l'usurpador Esmerdis de Pèrsia junt amb sis altres nobles entre els quals hi havia Darios I el Gran.
Hauria succeït al seu pare en el govern de la satrapia de Capadòcia, que la família tenia amb exempció d'impostos per concessió reial especial. En parla Diodor de Sicília.